# Bataille d'Ulm
Pour les articles homonymes, voir Ulm (homonymie).
Troisième Coalition
Batailles
Batailles navales
- Rocher du Diamant (1805)
- Cap Finisterre (1805)
- îles Chausey (1805)
- Trafalgar (1805)
- Cap Ortegal (1805)

Campagne d'Allemagne (1805) : opérations en Bavière - Autriche - Moravie
- Donauwörth
- Wertingen
- Günzburg
- Haslach-Jungingen
- Memmingen
- Elchingen
- Nerenstetten
- Neresheim
- Ulm
- Ried
- Lambach
- Bodenbichl
- Steyr
- Amstetten
- Mariazell
- Dürenstein
- Hollabrunn (Schöngrabern)
- Wischau
- Austerlitz

Campagne d'Italie (1805) : Opérations en Italie du Nord
- Vérone
- Caldiero
- Forano
- Castelfranco Veneto

Invasion de Naples (1806)
- Gaète
- Campo Tenese
- Maida
- Lauria
- Maratea
- Amantea
- Mileto

La bataille d’Ulm est une importante victoire remportée par la Grande Armée de l'empereur Napoléon Ier contre une armée autrichienne, commandée par le général Karl Mack, entre le 15 et 20 octobre 1805. Elle est remportée essentiellement par des manœuvres habiles de Napoléon, qui pousse son adversaire à s’enfermer dans Ulm, où il fait rapidement sa reddition. Elle occasionne ainsi peu de morts du côté français.

## Contexte politique
À l'été 1805, l'Europe semble de nouveau en guerre. L'exécution du duc d'Enghien, la fin de la paix d'Amiens, le sacre de Napoléon Ier et son couronnement comme roi d'Italie, et la réorganisation de l'Allemagne et de la péninsule italienne par la France entraînent une coalition composée de la Russie, de l'Autriche, du royaume de Naples et du Royaume-Uni, cette dernière finançant la coalition et voulant éloigner la Grande Armée, stationnée à Boulogne. Fin août 1805, la troisième coalition déclare la guerre à la France et envahit son alliée la Bavière.

## Campagne précédant la bataille

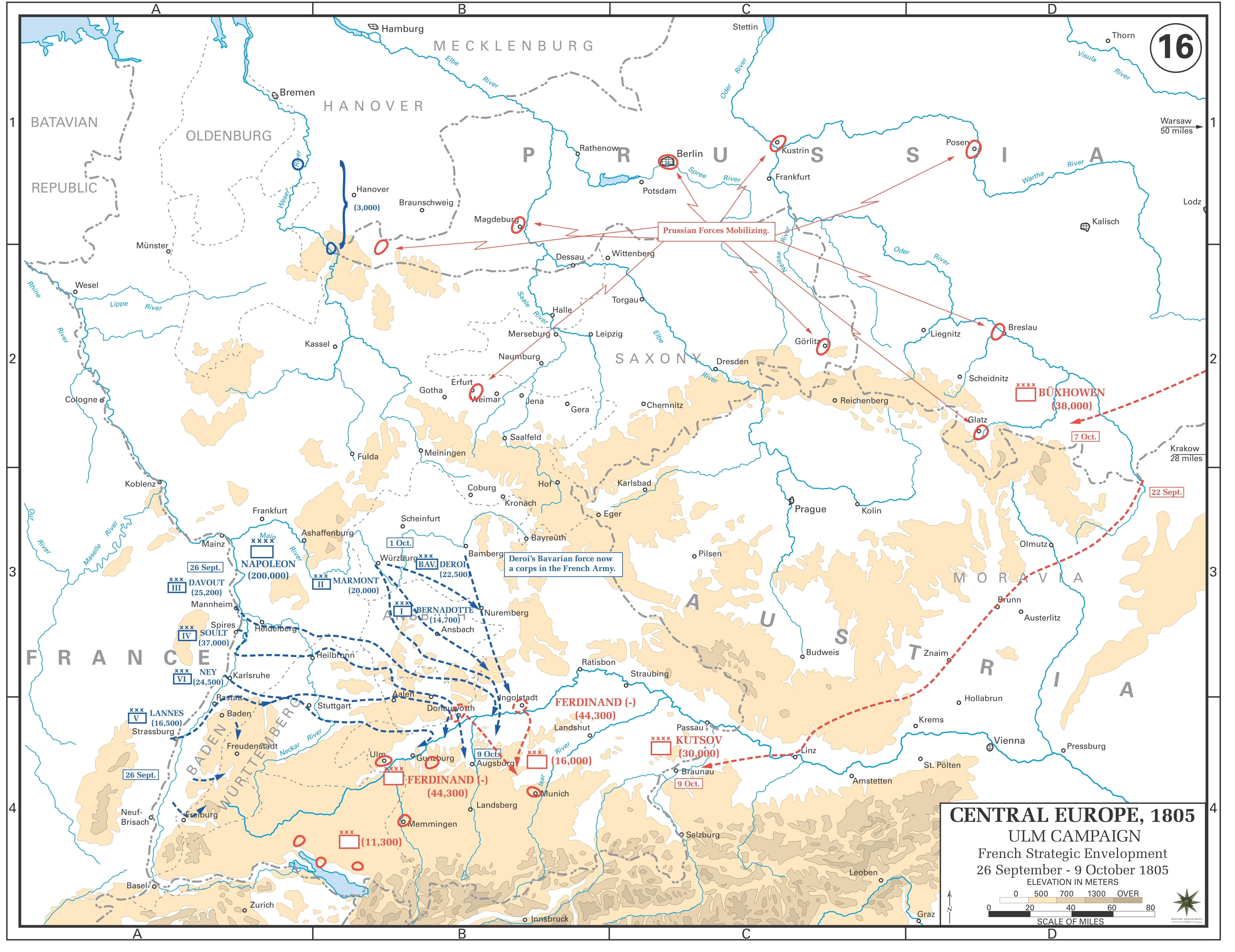
La manœuvre d'enveloppement.

Le 23 août, Napoléon fait « pirouetter ses 200 000 hommes » de Boulogne vers Vienne via Strasbourg, qu'il atteint le 24 septembre. Après avoir passé le Rhin deux jours plus tard, les « sept torrents » (pour les sept corps d'armée de Napoléon) déferlent sur l'Allemagne. Le but de Napoléon est simple : faire croire à Mack, son adversaire autrichien, que la Grande Armée atteint Ulm, carrefour de la région, par la Forêt-Noire et le haut Danube. Il envoie donc Murat abuser Mack pendant que le reste de la Grande Armée passe plus au nord en traversant le Main puis se rabat sur Ulm (bataille d'Elchingen), surprenant Mack sur ses arrières et empêchant sa retraite. Les corps de Soult et Bernadotte contournent plus à l'est pour empêcher tout secours.
Une grosse partie va vers Ulm, où les Autrichiens espèrent être secourus par les 54 000 Russes commandés par Mikhaïl Koutouzov. Koutouzov, persuadé que la Grande Armée est encore à Boulogne, pense avoir le temps, alors que le gros des troupes atteint déjà la rive sud du Danube. Une partie de l'armée autrichienne s'enfuit avec l'archiduc Ferdinand elle est taillée en pièces par la cavalerie de Murat (16 000 hommes tués et cinquante canons pris).

## Événements précédant la bataille
- 8 octobre 1805 : embuscade à Wertingen.
- 9 : prise des ponts à Günzburg.
- 11 : piège au combat d'Haslach. La Prusse se déclare neutre.
- 14 : Ney remporte la victoire à Oberelchingen (bataille d'Elchingen).

## Les forces en présence
Mack dispose de 27 000 hommes, avec de bonnes réserves en munitions et sans nourriture (les récoltes sont mauvaises en 1805).
Napoléon dispose de 80 000 hommes (2e, 5e et 6e corps, en plus de la réserve de cavalerie de Murat et de la Garde impériale).

## Déroulement

### À Michelsberg
Le 15 octobre, l'Empereur demande aux Autrichiens de se rendre, sans succès. Aussitôt, Napoléon envoie le général Bertrand à l'attaque, lequel est repoussé ; puis le général Malher (6e corps) investit les hauteurs de Michelberg, à l'ouest d'Ulm. Le jour même, Ulm est complètement encerclée : Marmont, Lannes, Ney et Suchet enferment la ville. Dans la soirée, le général Loison parvient aux portes de la cité ; sa division est repoussée.
« Le maréchal avait la droite, Lannes menait la gauche. Tout était disposé ; on marcha, on se mit en mouvement. L’ennemi en position sur le Michelsberg opposa d’abord une vive résistance ; mais attaqué de front, menacé sur ses derrières, il fut obligé de lâcher prise, de se réfugier dans la place. Ney rejetait avec impétuosité dans les faubourgs les colonnes qui lui étaient opposées, que Lannes se débattait encore contre les redoutes qu’il avait en face. Tout à coup celui-ci s’aperçoit que son collègue est maître des hauteurs, se déploie sur les glacis. Il s’indigne de se voir devancé ; il veut à son tour brusquer la fortune : il excite ses généraux, ses chefs de corps, répand partout l’ardeur qui le transporte. Vedel s’élance à la tête de la 17e légère sur les redoutes qui couvrent le Frauenberg et les emporte. Le maréchal Lannes applaudit à ce coup de vigueur et prend le parti de suivre la route que l’intrépide colonel lui a frayée. Ses colonnes sont formées ; il veut forcer, enlever la place, porter le désordre au milieu des bataillons autrichiens, partager avec son collègue la gloire de renverser les derniers obstacles qui les couvrent. Il lance encore la 17e. De son côté, Ney pousse le 50e de ligne et le 6e léger. L’attaque est sur le point de réussir ; ces intrépides soldats ont franchi les ponts, l’ennemi épouvanté jette ses armes. Ils n’ont plus qu’à suivre, qu’à pousser leurs avantages ; mais la fortune est décidée, et l’armée vaincue peut encore rendre un sanglant combat. L’Empereur ne veut pas prodiguer le sang de tant de braves. Il arrête les colonnes, les Autrichiens se remettent de leur stupeur. Le colonel Vedel, avec quelques centaines de soldats, est fait prisonnier.

« Nous étions maîtres de tous les forts, de toutes les avenues. Werneck, battu de nouveau en avant d'Albeck, gagnait la Franconie en désordre. Toute espérance était perdue. Les généraux autrichiens, hors d'état de se dégager par la force des armes, essayèrent de se faire jour à l'aide des négociations. Ils députèrent le prince de Lichtenstein au maréchal, et lui offrirent la remise de la place, à condition qu'ils pourraient joindre Kienmayer, prendre part à ses opérations. Si on refusait une demande qui leur paraissait naturelle, ils étaient décidés à s’ensevelir sous les murs de la ville, à ne plus faire d'ouvertures comme à n'en pas recevoir. Ney n'essaya pas d’interrompre le prince. Il honorait sa personne, respectait son malheur ; mais, dans l'état des choses, semblables termes étaient inadmissibles : il ne lui dissimula pas qu'il fallait que l’armée autrichienne subît sa destinée. Lichtenstein reporta ces tristes nouvelles à Ulm. Les généraux s'assemblèrent et résolurent d'essayer si la constance du maréchal tiendrait devant un dernier effort. Ils prirent une délibération ainsi conçue :
« La garnison d’Ulm, voyant à regret que les conditions équitables qu’elle s’était crue en droit de demander à juste titre à son Excellence le maréchal Ney n’ont pas été acceptées, est fermement décidée à attendre le sort de la guerre.
Le comte GIULAY, lieut.-gén.
LOUDON, lieut.-gén.
Le comte RIESCH, lieut.-gén »

### À Ulm

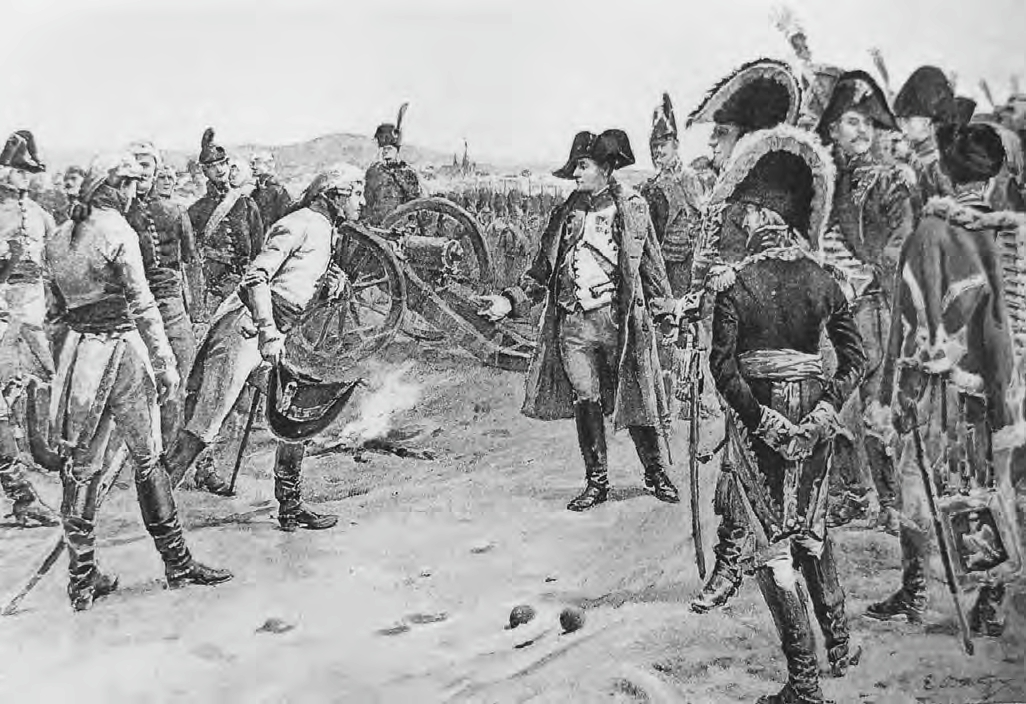
Le général Karl Mack se rendant à Napoléon.

Le lendemain, Napoléon décide de ne pas attaquer la ville, malgré les conseils de son état-major. Il sait qu'un assaut sera coûteux en hommes et qu’Ulm tombera rapidement. Mack, lui, espère toujours l'arrivée prochaine des Russes. À court de nourriture, il décide de livrer la place forte le 25 octobre, si les Français ne lèvent pas le siège. Après un court bombardement, il cède et négocie avec Napoléon les conditions d'une reddition.
Le 20 octobre, les soldats autrichiens défilent pendant cinq heures devant l'Empereur. Les fantassins capturés jettent leurs fusils, tandis que les cavaliers abandonnent leurs chevaux. Tous sont destinés à être emmenés captifs en France. Les officiers autrichiens reçoivent de Napoléon Ier l'autorisation de garder leurs armes et de rentrer chez eux, à condition de ne plus se battre contre la France.

## Bilan
25 000 Autrichiens sont capturés, dont 18 généraux. 60 canons sont pris. Les Français, eux, ne comptent que 500 morts et 1 000 blessés pour une bataille aussi décisive pour l'avenir de la campagne. En moins de quinze jours, la Grande Armée a mis hors de combat 60 000 Autrichiens et 30 généraux, sans compter la prise des canons.
Il s'agit de l'exemple même de la victoire stratégique : la bataille n'a même pas eu lieu. Napoléon tend ici le même piège qu'à Marengo mais avec beaucoup plus de réussite et de préparation, tout est fait pour mentir à l'ennemi.

### Proclamation de l’Empereur
« Soldats de la Grande Armée, je vous ai annoncé une grande bataille. Mais grâce aux mauvaises combinaisons de l’ennemi, j'ai pu obtenir les mêmes succès sans courir aucun risque... En quinze jours, nous avons fait une campagne » affirme Napoléon Bonaparte dans le Bulletin de la Grande Armée daté du 21 octobre 1805. En effet, Napoléon, en battant la plus importante des armées autrichiennes, assure son entrée à Vienne, qui sera prise un mois plus tard.

## Conséquences
Même s’il a vaincu Mack, Napoléon n'a pas battu la coalition. Les Russes venaient de quitter la Galicie, et le 21 octobre, les Britanniques remportèrent la bataille de Trafalgar. L'empereur Napoléon Ier marcha alors sur Vienne, pour « épargner aux Russes la moitié du chemin ». Celle-ci fut prise le 14 novembre, après plusieurs affrontements avec les Russes de Koutouzov. Napoléon décida d’en finir avec ces derniers et les poursuit. La bataille décisive se déroula à Austerlitz, à 80 km au nord de Vienne.
Mack fut condamné pour lâcheté par une cour martiale à être déchu de son rang, de son régiment et de l'ordre de Marie-Thérèse et à être emprisonné pendant deux ans.
Au même titre que la bataille d'Austerlitz, la campagne de Bavière de Napoléon est toujours enseignée dans les plus grandes écoles militaires du monde.